# Hvar (ostrov)
Hvar (italsky Lesina, latinsky Pharia, řecky Pharos) je chorvatský ostrov v Jaderském moři u dalmatského pobřeží. Od západu k východu se rozprostírá v délce 68 km.
Hvar je oddělen od ostrova Brač Hvarským kanálem (Hvarski kanal), od ostrova Vis Višským kanálem, od Korčuly Korčulským kanálem, od poloostrova Pelješac kanálem Neretva, zatímco východní cíp ostrova se nachází pouhých 5 km od pevniny.
Největší oblasti ostrova zahrnují:
- město Hvar (4138 obyvatel (2001)), sídlo prvního veřejného divadla v Evropě, otevřeného roku 1612
- město Stari Grad, rozprostřené v severní části ostrova (2817 obyvatel (2001)), místo jednoho z prvních lidských osídlení na jaderských ostrovech během Antiky
- Jelsa je opčina ve středoseverní části ostrova (3672 obyvatel (2001))
- Sućuraj je vesnice a správní středisko stejnojmenné opčiny (stará více než 2300 let) na východním okraji ostrova Hvar v Chorvatsku. Přibližně 400 obyvatel žije z cestovního ruchu a rybolovu. Vesnice je oficiálním centrem východní části ostrova.

Podél jižního pobřeží ostrova se nachází několik menších ostrůvků, např. Paklené ostrovy na západě a ostrov Šćedro na jihu.
Lidé na Hvaru žijí převážně z rybolovu a cestovního ruchu. Ostrov má totiž velmi mírné středomořské podnebí, středomořskou vegetaci a pláže, jež přitahují turisty.
Hvar je administrativně součástí Splitsko-dalmatské župy.

## Historie
Ve 4. století př. n. l. řečtí kolonisté z ostrova Paros porazili válečníky z Jasadini a jejich spojence. Hvarská kultura trvala v období 3500 př. n. l. až 2500 př. n. l..
Benátští námořníci spatřili ostrov, když se plavili směrem ke kanálu Neretva a byli ohrožováni piráty z ostrova.
Hvar je důležitý pro historii Chorvatska, jelikož byl jedním z center chorvatské literatury v období renesance, žili zde např. Petar Hektorović a Hanibal Lucić.
Jižně od opuštěné vesnice Humac (přibližně ve středu ostrova) se nachází jeskyně Grapčeva špilja, která je významnou archeologickou lokalitou. Jeskyně není běžně přístupná.
Ivan Vučetić, muž, který zdokonalil daktyloskopii na sklonku 20. století, pocházel z ostrova Hvar.

## Jména ostrova
Původně znám jako Pharos podle egejského ostrova Paros, ostrov Hvar byl řeckou kolonií. Řecký básník Apollonius Rhodský zmiňoval ve 3. století př. n. l. ostrov pod názvem „Piteyeia“. Toto pojmenování pochází buď z řeckého slova „pitys“ (smrk), nebo z antické ilýrské vesnice Pitve ležící uprostřed ostrova.
Za vlády starověkého Říma (v provincii Dalmácie), byl znám jako Pharia, později Fara. V raném středověku osídlili ostrov Slované a dali mu jméno Hvar, kteří nahradili hlásku „hv“ za staroslovanské „f“, ale ostrov byl stále ovládán římským obyvatelstvem z Dalmácie. Vliv Slovanů však přiměl usedlé Římany ještě jednou název ostrova změnit, tentokrát na jméno Quarra.
Od pozdního 11. století jej Italové nazývali Lesina, což znamenalo „les“ (vychází z tehdejší podoby ostrova), zatímco v Benátské republice měl název Liesena. Italské pojmenování, Lesina, přetrvalo v oficiálním užívání až do 19. století.

## Památky UNESCO

### Světové dědictví UNESCO
- Starigradská pláň - starověká kulturní krajina, kterou založili řečtí kolonisté z ostrova Paros ve 4. století před naším letopočtem.[1]

### Mistrovská díla ústního a nehmotného dědictví lidstva
- Za križen - římskokatolická velikonoční pouť, konaná v noci ze Zeleného čtvrtku na Velký pátek mezi obcemi Jelsa, Pitve, Vrisnik, Svirče, Vrbanj a Vrboska.[2]

## Zajímavosti
V roce 2020 byl oznámen objev zkamenělých dinosauřích stop na ostrově Hvar. Jedná se o otisky stop sauropodů, pocházející z období pozdní křídy (asi před 90 až 88 miliony let). Celkem třináct ichnofosilií bylo objeveno v roce 2017 a největší z nich má délku 80 centimetrů.